# Cantonul Arcueil
Cantonul Arcueil este un canton din arondismentul L'Haÿ-les-Roses, departamentul Val-de-Marne, regiunea Île-de-France, Franța.

## Comune
| Comune                    | Populație (1999) | Cod poștal | Cod INSEE |
| ------------------------- | ---------------- | ---------- | --------- |
| Arcueil                   | 18 061           | 94 110     | 94 003    |
| Gentilly, commune entière | 16 118           | 94 250     | 94 037    |